# Bear Island (Antarktika)
Bear Island, in Chile Isla Teniente González genannt, ist eine felsige und überwiegend eisbedeckte Insel vor der Fallières-Küste des Grahamlands im Norden der Antarktischen Halbinsel. In der Marguerite Bay liegt sie 1,5 km westlich von Stonington Island.
Wahrscheinlich war die Inseln bereits Teilnehmern der British Graham Land Expedition (1934–1937) unter der Leitung des australischen Polarforschers John Rymill sowie Wissenschaftlern der United States Antarctic Service Expedition (1939–1941) bekannt. Der Falklands Islands Dependencies Survey nahm 1947 Vermessungen der Insel vor und benannte sie nach der USS Bear, einem der beiden Forschungsschiffe der United States Antarctic Service Expedition (1939–1941). Zur selben Zeit lokalisierten auch Wissenschaftler der 1. Chilenischen Antarktisexpedition (1946–1947) die Insel und benannten sie nach Jorge González Baeza, einem Expeditionsteilnehmer.